# Dromeu de Mantinea
Dromeu de Mantinea (en llatí Dromeus, en grec antic Δρομεύς) va ser un esportista grec nascut a Mantinea a Arcàdia, que va obtenir un triomf als Jocs Olímpics de l'antiguitat, guanyant la victòria al pancràtion a l'olimpíada 75 (480 aC). Pausànies el menciona i diu que va ser el primer que es va emportar la victòria sense lluitar.